# Borsa continua nazionale del lavoro
La Borsa continua nazionale del lavoro (o BCNL), in Italia è una rete integrata di strumenti, servizi, informazioni, documentazione per il mercato del lavoro, introdotta dall'art. 15 del d.lgs. 10 settembre 2003, n. 276.

## Caratteristiche
Si poggia essenzialmente su un portale Internet attraverso il quale raggiungere un efficace incrocio domanda/offerta finalizzato, in coerenza con gli indirizzi comunitari, a favorire la maggior efficienza e trasparenza del mercato del lavoro.

## Servizi offerti
Nella Borsa, i cittadini, i lavoratori, i disoccupati, le persone in cerca di un lavoro, i soggetti autorizzati o accreditati e i datori di lavoro possono decidere di incontrarsi in maniera libera sulla base di servizi liberamente scelti dall'utente.
Gli operatori del mercato del lavoro, siano essi pubblici o privati, accreditati o autorizzati, hanno l'obbligo di conferire alla BCNL i dati acquisiti, in base alle indicazioni rese dai lavoratori.

## Struttura
Il portale è suddiviso in nodi regionali, gestiti localmente in maniera autonoma a partire da quelle che sono le indicazioni contenute nella legge Biagi stessa.
Gli ambiti in cui si articolano i servizi della BCNL sono quindi divisi in due livelli:
Un livello nazionale finalizzato:
- alla definizione degli standard tecnici nazionali e dei flussi informativi di scambio
- alla interoperabilità dei sistemi regionali
- alla definizione dell'insieme delle informazioni che permettano la massima efficacia e trasparenza del processo di incontro tra domanda e offerta di lavoro

Un livello regionale che:
- realizza l'integrazione tra sistemi pubblici e privati sul territorio
- definisce e realizza il modello di servizi al lavoro
- coopera alla definizione degli standard nazionali di intercomunicazione